# 토머스 코쿼럴
토머스 코쿼럴(영어: Thomas Cocquerel, 1989년 9월 5일 ~ )은 오스트레일리아의 남자 배우이다.